# Michael Maue
Michael Maue (* 18. Mai 1960 in Kaiserslautern) ist ein ehemaliger deutscher Radrennfahrer.

## Sportliche Laufbahn
Maue war im Straßenradsport und im Bahnradsport aktiv. Er war Teilnehmer der Olympischen Sommerspiele 1984 in Los Angeles. Dort wurde der deutsche Straßenvierer mit Michael Maue, Hartmut Bölts, Thomas Freienstein und Bernd Gröne 12. im Mannschaftszeitfahren.
1984 gewann er die nationale Meisterschaft im Mannschaftszeitfahren gemeinsam mit Hartmut Bölts, Michael Schenk und Bernd Gröne. 1986 war er erneut mit Hartmut Bölts, Michael Schenk und Bernd Gröne erfolgreich. 1985 wurde er Vize-Meister in dieser Disziplin, 1983 Dritter der Meisterschaft. Im Etappenrennen Ster van Brabant 1986 holte er einen Tagessieg.
Auf der Bahn wurde er 1981 mit der RSG Böblingen Vize-Meister in der Mannschaftsverfolgung, 1980 war er mit seinem Team Dritter geworden. Bei den UCI-Bahn-Weltmeisterschaften der Junioren 1978 gewann er die Silbermedaille in der Mannschaftsverfolgung. Maue startete für die RSG Böblingen und den RC Olympia Dortmund.

## Familiäres
Michael Maue ist der Sohn des früheren Radprofis und Olympiateilnehmers Paul Maue.